# Najdłuższy jard
Najdłuższy jard – amerykańska komedia z 1974 roku.
W 2005 roku został zrealizowany remake filmu pt. Wykiwać klawisza.

## Główne role
- Burt Reynolds – Paul Crewe
- Eddie Albert – Naczelnik Hazen
- Ed Lauter – Kapitan Knauer
- Michael Conrad – Nate Scarboro
- James Hampton – Farrell „Karateka”
- Harry Caesar – Granville
- John Steadman – Pop
- Charles Tyner – Unger
- Mike Henry – Rassmeusen
- Jim Nicholson – Ice Man
- Bernadette Peters – pani Toot
- Pervis Atkins – Mawabe
- Tony Cacciotti – Rotka
- Anitra Ford – Melissa Gaines
- Michael Fox – Announcer
- Joe Kapp – Walking Boss
- Richard Kiel – Samson

## Fabuła
Paul Crewe jest gwiazdą futbolu amerykańskiego. Nagle dochodzi do sprzeczki między nim a kobietą, która go utrzymuje. Dochodzi do rękoczynów i dziewczyna wzywa policję. Pijany Paul ucieka przed policją w pełnym brawury pościgu przez miasto, ale niestety zostaje schwytany. Trafia do więzienia. Początkowo jest załamany i czuje, że nigdy więcej nie zagra, aż do chwili, gdy naczelnik więzienia składa mu nietypową ofertę – ma pomóc w zorganizowaniu więziennych rozgrywek futbolu.

## Nagrody i nominacje
Oscary za rok 1974
- Najlepszy montaż – Michael Luciano (nominacja)

Złote Globy 1974
- Najlepsza komedia lub musical
- Najlepszy aktor w komedii lub musicalu – Burt Reynolds (nominacja)
- Najlepszy aktor drugoplanowy – Eddie Albert (nominacja)
- Najbardziej obiecujący nowy aktor – James Hampton (nominacja)